# Myopias loriai
Myopias loriai é uma espécie de formiga do gênero Myopias, pertencente à subfamília Ponerinae.